# 国际护士理事会
國際護士理事會（International Council of Nurses、縮寫ICN）是一個代表世界各地130多個國家護士協會共超過13萬名護士的組織。國際護士理事會在1899年成立，是歷史甚久並涵蓋範圍甚廣的國際衛生專業人員的組織。它成立的目的為了確保全球護理品質達到一定的水平、衛生政策能更為健全、促進護理知識發展並讓護理成為一個受全世界尊重的專業。此外，亦令護理成為一個代表勝任能幹及令人滿意的人力大軍。

## 概要
國際護士理事會三個目標為：
- 帶領世界護理
- 促進世界護士及護理的發展
- 影響衛生政策

其五個核心值為：
- 前瞻領導
- 包容
- 靈活
- 夥伴
- 成就

國際護士理事會除了出版的學術期刊《國際護理綜論》(International Nursing Review)，亦有出版專業性書籍，可經該會網上書店購買。